# Thyrsanthemum macrophyllum
Thyrsanthemum macrophyllum là một loài thực vật có hoa trong họ Commelinaceae. Loài này được (Greenm.) Rohweder miêu tả khoa học đầu tiên năm 1956.